# James Gerhardt
James Eastman „Jim“ Gerhardt (* 2. März 1929 in San Antonio; † 29. November 2021 in Houston) war ein US-amerikanischer Leichtathlet.

## Leben
James Gerhardt besuchte bis 1947 die Brackenridge High School in San Antonio im US-Bundesstaat Texas und studierte danach an der Rice University in Houston. Dort war er sowohl im Leichtathletikteam als auch in der Basketballmannschaft aktiv. 1948 wurde er bei den Amateur-Athletic-Union-Meisterschaften Dritter im Dreisprung. Bei den Olympischen Spielen 1952 in Helsinki belegte er im Dreisprungwettkampf den 11. Platz.
1951 schloss Gerhardt ein Masterstudium an der University of Texas at Ausin ab und diente ab 1953 dreieinhalb Jahre bei der United States Navy. 1956 begann er bei Gulf Oil zu arbeiten und war dort die nächsten 30 Jahre tätig. 1957 heiratete Gerhardt Jo Lynn Smith. Das Paar hatte drei Kinder.